# Sempiternal
Sempiternal ist das vierte Studioalbum der britischen Metalcore-Band Bring Me the Horizon. Es erschien am 29. März 2013 in Deutschland sowie am 1. April 2013 weltweit bei RCA Records und am 2. April in den USA und Kanada bei Epitaph Records.

## Entstehung und Stil
Da die Band nicht während der Tour schreiben wollte, unterbrach sie sämtliche Aktivitäten und konzentrierte sich ganz auf das Songwriting, das vor allem im englischen Lake District stattfand. Das Album wurde dann von Terry Date im Angelic Studio in Banbury, Oxfordshire produziert. Die Aufnahmen fanden von Juli bis September 2012 statt. Auf dem Album sind Anleihen aus der elektronischen Musik und auch dem Ambient zu hören. Auch Einflüsse aus dem Post-Rock wurden nach Angaben der Band verarbeitet. Das Album erhielt einen Parental-Guidance-Aufkleber für „explizite Textinhalte“. Der Albumtitel leitet sich vom lateinischen Wort sempiternus ab, das sich wiederum aus semper (immer) und aeternus (ewig) zusammensetzt. Das Albumcover zeigt eine goldene Blume des Lebens auf schwarzem Hintergrund.

## Rezeption
Die Kritiken fielen positiv aus. Auf der Seite Metacritic.com erhielt das Album einen Durchschnittswert von 85 von 100, basierend auf 10 englischsprachigen Kritiken.

## Titelliste

### Standard Edition
| Nr. | Titel                         | Länge |
| --- | ----------------------------- | ----- |
| 1.  | Can You Feel My Heart         | 3:47  |
| 2.  | The House of Wolves           | 3:25  |
| 3.  | Empire (Let Them Sing)        | 3:45  |
| 4.  | Sleepwalking                  | 3:50  |
| 5.  | Go to Hell, for Heaven’s Sake | 4:02  |
| 6.  | Shadow Moses                  | 4:03  |
| 7.  | And the Snakes Start to Sing  | 5:01  |
| 8.  | Seen It All Before            | 4:07  |
| 9.  | Antivist                      | 3:13  |
| 10. | Crooked Young                 | 3:34  |
| 11. | Hospital for Souls            | 6:44  |

### Deluxe Edition
| Nr. | Titel                                | Länge |
| --- | ------------------------------------ | ----- |
| 1.  | Can You Feel My Heart                | 3:47  |
| 2.  | The House of Wolves                  | 3:25  |
| 3.  | Empire (Let Them Sing)               | 3:45  |
| 4.  | Sleepwalking                         | 3:50  |
| 5.  | Go to Hell, for Heaven’s Sake        | 4:02  |
| 6.  | Shadow Moses                         | 4:03  |
| 7.  | And the Snakes Start to Sing         | 5:01  |
| 8.  | Seen It All Before                   | 4:07  |
| 9.  | Antivist                             | 3:13  |
| 10. | Crooked Young                        | 3:34  |
| 11. | Hospital for Souls                   | 6:44  |
| 12. | Join the Club                        | 3:06  |
| 13. | Chasing Rainbows (Bonus-Track a)     | 4:00  |
| 14. | Deathbeds (featuring Hannah Snowdon) | 4:57  |

## Kommerzieller Erfolg

### Chartplatzierungen
Das Album erreichte bislang Platz 3 der britischen Charts, Platz 11 der Billboard 200 und wurde Nummer 1 in Australien.

### Auszeichnungen für Musikverkäufe
| Land/Region                  | Auszeichnungen für Musikverkäufe (Land/Region, Auszeichnung, Verkäufe) | Verkäufe |
| ---------------------------- | ---------------------------------------------------------------------- | -------- |
| Australien (ARIA)            | Platin                                                                 | 70.000   |
| Deutschland (BVMI)           | Gold                                                                   | 100.000  |
| Kanada (MC)                  | Gold                                                                   | 40.000   |
| Neuseeland (RMNZ)            | Gold                                                                   | 7.500    |
| Polen (ZPAV)                 | Platin                                                                 | 20.000   |
| Vereinigte Staaten (RIAA)    | Gold                                                                   | 500.000  |
| Vereinigtes Königreich (BPI) | Gold                                                                   | 100.000  |
| Insgesamt                    | 5× Gold · 2× Platin ·                                                  | 837.500  |